# Trona
Il trona (simbolo IMA: Tn) è un minerale raro della classe dei minerali "carbonati e nitrati" con composizione Na3(HCO3)(CO3)·2H2O e quindi chimicamente un bicarbonato di sodio idrato.

## Etimologia e storia
Il nome trona deriva dalla parola araba "trōn", che è la forma abbreviata di natrūn e un'abbreviazione di bicarbonato di sodio; tuttavia, la sua radice è ancora più antica. Si trova anche nell'ebraico נטרן ('natruna') e nell'antica parola greca νιτρον ('nitron', termine che si deve ad Aristotele) o 'nitron' (termine che si deve a Plinio).
Il trona fu descritto per la prima volta nel 1773 dal console svedese Bagge a Tripoli, che trovò il minerale nel Fezzan, in Libia.
Il termine alkali orientale impurum terrestre introdotto da Johan Gottschalk Wallerius nel 1759 per un nuovo minerale è attribuito al minerale trona da varie fonti, ma corrisponde alla termonatrite, chimicamente simile.
Poiché il trona era già conosciuto e riconosciuto come specie minerale a sé stante molto prima della fondazione dell'Associazione Mineralogica Internazionale (IMA), questo è stato adottato dalla sua Commissione sui nuovi minerali, nomenclatura e classificazione (CNMNC) che si riferisce al trona come a un cosiddetto minerale "grandfathered" (G).

## Classificazione
Nell'obsoleta 8ª edizione della sistematica minerale secondo Strunz, il trona apparteneva alla classe minerale di "nitrati, carbonati e borati", più precisamente alla sottoclasse dei "carbonati", e lì al dipartimento "carbonati contenenti acqua senza anioni estranei", dove si trova insieme a chalconatronite, gaylussite, pirssonite, carbonato di sodio e termonatrite nel "gruppo termonatrite-soda" con il numero di sistema Vb/C.02.
Nella Sistematica dei lapis (Lapis Mineral Directory) secondo Stefan Weiß, che è stata rivista l'ultima volta nel 2018 ed è ancora strutturata secondo la vecchia edizione di Strunz, al minerale è stato assegnato il numero di sistema e minerale V/D.02-030. In questa Sistematica ciò corrisponde anche al dipartimento "Carbonati acquosi, senza anioni estranei", dove trona forma un gruppo senza nome con il numero di sistema V/D.02 insieme a baylissite, chalconatronite, gaylussite, pirssonite, carbonato di sodio e termonatrite.
La 9ª edizione della sistematica dei minerali di Strunz, che è stata aggiornata l'ultima volta dall'Associazione Mineralogica Internazionale (IMA) nel 2024, classifica il trona nella classe "5. Carbonati (nitrati)", e da lì nella sottoclasse "5.C Carbonati senza anioni aggiuntivi, con H2O". Questa è ulteriormente suddivisa in base alla dimensione relativa dei cationi coinvolti, in modo che il minerale possa essere trovato nella suddivisione "5.CB Con cationi di grande dimensione (carbonati di metalli alcalini e alcalino terrosi)" in base alla sua composizione, dove è l'unico membro del sistema nº 5.CB.15.
Nella classificazione dei minerali secondo Dana, che viene utilizzata principalmente nel mondo anglosassone, il trona ha il sistema e il numero minerale 13.01.04.01. Ciò corrisponde anche alla classe dei "carbonati, nitrati e borati" e quindi alla sottoclasse "carbonati". Qui si trova all'interno della suddivisione "Carbonati acidi con varie formule" come unico membro di un gruppo senza nome con il numero di sistema 13.01.04.

## Abito cristallino
Il trona cristallizza nel sistema monoclino nel gruppo spaziale C2/c (gruppo nº 15) con i parametri reticolari a = 20,42 Å, b = 3,49 Å, c = 10,33 Å e β = 106,4° oltre a 4 unità di formula per cella unitaria.

## Proprietà
Sotto la luce ultravioletta, il trona può mostrare una fluorescenza da verdastra a verde-giallastra.
Il minerale è solubile in acqua e ha un sapore alcalino. È anche solubile in acidi deboli sotto rilascio di anidride carbonica (CO2); possiede luminescenza a volte bianca e blu. Effervescente negli acidi, soprattutto in acido cloridrico (HCl).

## Origine e giacitura
Il trona si forma nelle evaporiti non oceaniche e si trova quindi principalmente nei laghi salati di molte aree desertiche. Raramente, si verifica anche sotto forma di efflorescenze cristalline di gas dalle fumarole che fuoriescono nelle vicinanze. I minerali di accompagnamento includono bradleyite, glauberite, halite, mirabilite, bicarbonato di sodio, northupite, pirssonite, shortite, termonatrite, thénardite e, nei laghi alcalini, gesso.
Essendo una rara formazione mineraria, il trona è stato rilevato solo in pochi siti, con circa 140 documentati a partire dal 2024.
L'unico sito conosciuto in Germania sono i cumuli di scorie della fonderia di piombo e argento di Braubach in Renania-Palatinato.
In Austria, il trona è stato trovato in diversi laghi nelle vicinanze del comune di Illmitz, come l'Upper Stinkersee e lo Zicklacken, lo Zicksee vicino a Sankt Andrä am Zicksee nel Burgenland, e come parte della precipitazione acida dell'acqua sul granito di Eisenkappel insieme a nesquehonite e dawsonite vicino a Eisenkappel-Vellach in Carinzia.
In Svizzera, il trona è stato trovato solo nella miniera di sale di Bex, nel Canton Vaud, e durante i lavori di costruzione del tunnel della strada statale 9 nei pressi di Martigny, nel Canton Vallese.
Altri siti includono Egitto, Antartide, Argentina, Australia, Belgio, Bolivia, Botswana, Cile, Cina, Groenlandia, Italia, Canada, Kenya, Libia, Namibia, Russia, Sud Africa, Sudan, Tanzania, Ciad, Repubblica Ceca, Turchia, Uganda, Ucraina, Ungheria, Venezuela, Regno Unito (Gran Bretagna) e Stati Uniti d'America (Stati Uniti).

## Forma in cui si presenta in natura
Il trona sviluppa cristalli per lo più traslucidi con habitus colonnare o fibroso, ma anche aggregati massicci di colore bianco, grigio, giallo e occasionalmente rosa compresi tutti i toni intermedi. Sono noti anche cristalli incolori.